# インモラル・ヴァンパイア/淫夢の中だけ
『インモラル・ヴァンパイア/淫夢の中だけ』（原題：Embrace of the Vampire）は、2013年の映画であり、1995年に公開された『レディ・ヴァンパイア/淫夢伝説』のリメイクである。2013年10月15日にアメリカでDVDスルー作品としてリリースされたが、全世界で酷評された。

## あらすじ
カトリック系の女子高で貞操を守りつつも抑圧された生活を送っていた優等生のシャーロット・ホーソンは、フェンシングチームへの参加を条件とした奨学金を得て、男女共学の大学へと入学する。新たな生活をスタートさせた彼女は、同室となったニコルに、母親が亡くなり身寄りがない自らの境遇を語る。また、シャーロットはサラセミアという血液疾患のため、治療薬を服用していた。
その後、シャーロットはクリスが経営するコーヒーショップでウェイトレスの仕事に就く。やがて彼女は、文学の授業も担当しているフェンシングのコーチ、コール教授と出会い、チームメイトのエリザは彼のシャーロットへの接し方に嫉妬するようになる。
時を同じくして、シャーロットは身の毛もよだつ白昼夢を見るようになり苦しめられる。店のオーナーであるミステリアスな女性・ダシアナは、彼女にヴァンパイア・ハンターとしての運命について説明する。
当初、シャーロットはダシアナの話を信じなかったが、自らの友人の死を知り、考え方を変える。

## キャスト
- シャーロット・ホーソン（Charlotte Hawthorn） - シャロン・ヒネンデイル（Sharon Hinnendael）
  - 若い頃のシャーロット - サラ・グレイ（英語版）
- ニコル- カニエティーオ・ホルン（英語版）[注釈 1]
- エリザ - C・C・シェフィールド（C.C. Sheffield）
- Sarah Campbell - チェルシー・ライスト（英語版） (credited as Chelsea Marie Reist)
- コール教授 / Stefan - ビクター・ウェブスター
- Dr. John Duncan - ロバート・モロニー（英語版）
- クリス - ライアン・ケネディ
- ダシアナ（Daciana） - キーガン・コナー・トレイシー
- Kelly - オリヴィア・チェン（英語版）
- Sorina - クレア・スミティーズ（Claire Smithies）

## 評価
レビューでは、ビジュアルとセットのロケーションは評価されているが、一方でキャラクター、プロット、神話の前提、唐突な結末、ビクター・ウェブスターの限定的な描写、女性のヌードやセクシーさへの過剰な依存などが批判され、1995年のオリジナルに比べて弱く、さらには映画『トワイライト』シリーズに似すぎていると批評され、ヒンネンデルの役はクリステン・スチュワートの役を盗用したのではないかと指摘されている。Rotten Tomatoesでは10％の評価を得ている。